# Дюра Варґа
Ва́рґа Дюра (русн. Варґа Дюра; нар. 25 травня 1925 року, с. Дюрдьов (Джурджево), Сербія — 25 жовтня 2003, м. Новий Сад) — визначний руснацький журналіст, педагог і автор підручників, редактор і культурно-просвітній діяч.

## Життєпис
Закінчив учительську семінарію у Вершці (1947). Був редактором, директором (1951-1963) видавництва «Руске слово» в Руськім Керестурі, відповідальний редактор журналу «Шветлосц» (1952-1954), редактор руснацької редакції видавництва підручників у Новім Саді, секретар міського культурно-освітнього відділу. Автор підручників для руснацьких шкіл у Югославії, статей на історичну, суспільно-політичну й літературну теми. Упорядкував і видав твори М. Кочиша, Я. Бакова. Голова Товариства руснацької мови й літератури в Югославії (1974-1982). Перший редактор щорічника «Творчосц» із 1975 по 1979 роки. 
Праці:
- Дюра Варґа. Петро Кузмяк, учитель, културни роботнїк, поет (1816-1900) // «Шветлосц», часопис за литературу, културу и дружтвени питаня. — Рок ХХІ, марец-април 1983, число 2, «Руске слово». — Нови Сад, 1983. — С. 165-166.
- Дюра Варґа. Початки национално-културного руху при Руснацох у Югославиї (70-рочнїца Руского народного просвитного дружтва) // «Шветлосц». — Ч. 4/1989.
- Дюра Варґа. Сербско-руски словнїк I (А-Є) // Зборнїк роботох «Studia Ruthenica» 5 (18), 1996-1997. — Б. 25-28.
- Дюра Варґа. Петро Кузмяк — 180 роки од народзеня // Зборнїк роботох «Studia Ruthenica» 5 (18), 1996-1997. — Б. 113-117.
- Дюра Варґа. Янко Скубан — наш перши дописователь «Недилї» // Зборнїк роботох «Studia Ruthenica»  8 (21), 2001-2003. — Б. 150-152.